# Martis
Martis é uma comuna italiana da região da Sardenha, província de Sassari, com cerca de 630 habitantes. Estende-se por uma área de 22 km², tendo uma densidade populacional de 29 hab/km². Faz fronteira com Chiaramonti, Laerru, Nulvi, Perfugas.

## Demografia
| Variação demográfica do município entre 1861 e 2011                               |
|                                                                                   |
| Fonte: Istituto Nazionale di Statistica (ISTAT) - Elaboração gráfica da Wikipedia |